# Erastria latimarginata
Erastria latimarginata là một loài bướm đêm trong họ Geometridae.